# Weiding (Cham járás)
Weiding település Németországban, azon belül Bajorországban. Lakosainak száma 2483 fő (2023. december 31.).

## Népesség
A település népessége az elmúlt években az alábbi módon változott:
| Lakosok száma | 239  | 351  | 959  | 2060 | 2478 | 2477 | 2456 | 2510 | 2454 | 2483 |
|               | 1875 | 1950 | 1975 | 1987 | 2012 | 2014 | 2016 | 2017 | 2021 | 2023 |